# Guazú-Virá
Guazú-Virá és un petit balneari del sud de l'Uruguai, localitzat al departament de Canelones. Forma part de la Costa de Oro.

## Geografia
Guazú-Virá es troba al sud-est del departament de Canelones, al sector 8. Al sud té platges sobre el Riu de la Plata; a l'est limita amb San Luis, i a l'oest amb el balneari de Bello Horizonte.
El balneari s'ubica al km 57 de la Ruta Interbalneària.

## Població
Segons les dades del cens de 2004, Guazú-Virá tenia 70 habitants.
| Any  | Població |
| ---- | -------- |
| 1963 | -        |
| 1975 | 41       |
| 1985 | 27       |
| 1996 | 67       |
| 2004 | 70       |
| 2011 | 86       |

Font: Institut Nacional d'Estadística de l'Uruguai